# Sibaoshan
Sibaoshan (kinesiska: 四宝山街道, 四宝山) är en socken i Kina. Den ligger i provinsen Shandong, i den östra delen av landet, omkring 100 kilometer öster om provinshuvudstaden Jinan. Antalet invånare är 32 127. Befolkningen består av 15 655 kvinnor och 16 472 män. Barn under 15 år utgör 14,0 %, vuxna 15-64 år 76 %, och äldre över 65 år 8,0 %.
Genomsnittlig årsnederbörd är 769 millimeter. Den regnigaste månaden är juli, med i genomsnitt 284 mm nederbörd, och den torraste är januari, med 7 mm nederbörd.